# Nguyễn Phúc Ngọc Tông
Nguyễn Phúc Ngọc Tông (chữ Hán: 阮福玉琮; 17 tháng 7 năm 1812 – 3 tháng 4 năm 1824), là một công chúa con vua Minh Mạng nhà Nguyễn trong lịch sử Việt Nam.

## Tiểu sử
Hoàng nữ Ngọc Tông sinh ngày 9 tháng 6 (âm lịch) năm Nhâm Thân (1812), là trưởng nữ của vua Minh Mạng, mẹ là Nhất giai Hiền phi Ngô Thị Chính. Ngọc Tông là người con thứ ba của bà Hiền phi.
Năm Minh Mạng thứ 5 (1824), ngày 5 tháng 3 (âm lịch), công chúa Ngọc Tông mất khi mới 13 tuổi, thụy là An Tĩnh (安靜), không được ban phong hiệu. Mộ của bà được táng tại Dương Xuân (thuộc Hương Thủy, tỉnh Thừa Thiên trước kia), nay thuộc địa phận Nguyệt Biều, phường Thủy Biều, Huế.
Năm Minh Mạng thứ 18 (1837), tháng 7 (âm lịch), vua cho dựng thêm đền phía sau của đền Triển Thân để thờ các vị công chúa mất sớm, không con. Công chúa Ngọc Tông được thờ riêng ở án thứ hai bên phải của hậu đền Triển Thân. Năm 1885, mùa thu, công chúa được hợp thờ ở đền Thân Huân.